# Incident del Peñón de Vélez de la Gomera
L'incident del Peñón de Vélez de la Gomera va ser un incident territorial que va involucrar Espanya i el Marroc, el segon lliurat al segle xxi després del succeït a l'illa Perejil el 2002. Va tenir lloc a la matinada del 29 d'agost de 2012 al voltant de les 6:30 am (hora marroquina) amb l'ocupació del penyal de Vélez de la Gomera per una dotació d'activistes del Comitè de Coordinació per a l'Alliberament de Ceuta i Melilla comandat per Yahya Yahya, l'alcalde de la localitat marroquina de Beni Ansar, que pretenien posar la bandera marroquina al cim del penyal. Després de diverses advertències, quatre dels activistes van ser detinguts pels regulars espanyols que custodien el territori, aconseguint escapar a territori marroquí tres dels assaltants.